# Ржаново (Струга)
Ржаново (мкд. Ржаново) је насеље у Северној Македонији, у западном делу државе. Ржаново припада општини Струга.

## Географија
Насеље Ржаново је смештено у западном делу Северне Македоније. Од најближег града, Струге, насеље је удаљено 30 km северно.
Ржаново се налази у малој историјској области Малесија, која обухвата западну страну планине Караорман. Насеље је положено високо. Западно од насеља тло се спушта у клисуру Црног Дрима, где је образовано вештачко језеро Глобочица. Надморска висина насеља је приближно 1.270 метара.
Клима у насељу је планинска.

## Становништво
Ржаново је према последњем попису из 2002. године било без становника. 
Претежно становништво у насељу били су етнички Македонци.
Већинска вероисповест било је православље.